# Ägidius Schickhard
Ägidius Schickhard (* 1601 oder 1602 in Siegen; † nach 1650 wohl in Oppenheim) war Juraprofessor und Rektor an der Hohen Schule Herborn.

## Leben
Ägidius Schickhard war der ältere Sohn von Philipp Christoph Schickhard. Er lernte ab 1609 auf dem Pädagogium in Herborn. Danach studierte er Jura: ab 1617 auf der Hohen Schule Herborn und an der Universität Marburg, ab 1619 wieder in Herborn, ab 1623 in Leiden und 1626 in Straßburg. Während des Studiums begleitete er 1623 die Grafen  Georg Friedrich und Wilhelm Otto  auf ihren Dienstreisen.
Unmittelbar nach dem Studium war er seit 1626/27 als Rechtsanwalt, spätestens seit 1629 in Speyer tätig. Zu diesem Zeitpunkt stand er im brieflichen Kontakt mit Wilhelm Schickard. Im gleichen Jahr wurde er als Professor nach Herborn berufen. Er selbst hatte große Zweifel, ob er dieses Angebot annehmen solle. Wilhelm Schickards Zuraten spielte sicher eine wichtige Rolle dabei, dass er sich dafür entschloss. In Herborn las Schickhard zunächst Ethik und später Jura. Es war in dieser Zeit, als viele bisherige Professoren – unter anderem sein Onkel Martin Schickhard der Ältere – Herborn verließen. 1634 wurde er Rektor und übte dieses Amt bis 1637 aus, das heißt dreimal hintereinander, da sich kein Kollege fand, der bereit war, es zu übernehmen.
Spätestens 1639 verließ Ägidius Schickhard die Universität und bis 1647 war er in Hohenlimburg als Ratgeber der Gräfin Johannetta Elisabeth von Bentheim, geb. von Nassau-Katzenelnbogen tätig. Ab 1650 war er in Oppenheim, wo seine Frau Erbgüter besaß.
Ägidius Schickhard hatte mindestens einen Sohn, den in Herborn geborenen Johann Henrich Schickhard, der in den Niederlanden, in Leiden und Franeker Jura studierte.